# .pl
.pl ist die länderspezifische Top-Level-Domain (ccTLD) des Staates Polen. Sie wurde am 30. Juli 1990 eingeführt und wird organisatorisch bzw. technisch von der Naukowa i Akademicka Sieć Komputerowa (NASK) mit Sitz in Warschau betrieben.
Die Endung .pl gehörte bis 2011 zu den am schnellsten wachsenden ccTLDs überhaupt, so stieg die Zahl der registrierten Adressen z. B. im Jahr 2009 um mehr als 25 Prozent. Danach verlangsamte sich das Wachstum jedoch und seit 2017 nimmt die Zahl der Domains tendenziell ab.

## Eigenschaften
Insgesamt darf eine .pl-Domain zwischen drei und 63 Zeichen lang sein, die Vergabe erfolgt in der Regel innerhalb von fünf Tagen. Seit dem Jahr 2004 können nicht nur alphanumerische Zeichen, sondern auch Umlaute und andere Sonderzeichen der polnischen Sprache genutzt werden – die Mehrheit der europäischen Domain-Registrare unterstützen diese Funktion. Jede beliebige natürliche oder juristische Person kann Inhaber bzw. administrativer Ansprechpartner (Admin-C) einer .pl-Domain werden, ein Wohnsitz oder eine Niederlassung in Polen sind nicht notwendig.
Die Top-Level-Domain .pl ist eine von nur acht Endungen, die seit 2007 das sogenannte Domain Name Tasting (kurz DNT) unterstützen. Im Zuge dessen ermöglicht es die Vergabestelle, vor Registrierung einer Domain zu überprüfen, wie viele Besucher diese regelmäßig ansteuern. Dies lässt Rückschlüsse auf die zu erwartenden Einnahmen aus der Adresse zu. Das Angebot kann allerdings nicht automatisiert gebucht werden, Interessenten müssen sich direkt an die Vergabestelle wenden.

## Zweite Ebene
Neben .pl stehen zahlreiche Second-Level-Domains zur Verfügung, die sich an spezielle Zielgruppen richten:
- .biz.pl für Unternehmen als Alternative zu .biz
- .com.pl für Unternehmen als Alternative zu .com
- .info.pl für allgemeine Informationen, ähnlich .info
- .net.pl für netzwerkbezogene Inhalte, ähnlich .net
- .org.pl für Organisationen und Behörden, wie .org

Für diese Endungen gelten jeweils die gleichen liberalen Vergabekriterien wie für die Top-Level-Domain .pl selbst. Das bedeutet, dass z. B. auch Privatpersonen eine Domain unter .com.pl bestellen können.

## Kritik
Mitte 2009 geriet die Vergabestelle von .pl-Domains in die Kritik, nachdem ein Verlust von 3,2 Millionen Euro öffentlich bekannt wurde. Grund dafür waren Spekulationen mit FOREX-Zertifikaten, die im Zuge der globalen Finanzkrise stark im Wert gesunken sind. Da der Etat der Organisation insgesamt nur 16 Millionen Euro beträgt, bedeutete der Verlust einen massiven Einschnitt und hatte außerdem zur Folge, dass der bisherige Direktor zurücktreten musste.